# Јација намаз
Јација намаз (арап. صلاة المغرب; салат ал-иша) пети је од 5 прописаних, обавезних намаза (молитви) које муслимански верници обављају свакодневно. Обавезни (фарз) намаз је 4 реката, но могуће је пре тога клањати 4 реката добровољног (суне) намаза, као и 2 реката после.
Време јеција намаза различито се тумачи у различитим школама ислама. Сви се слажу да је крај овог намаза у време појаве зоре. Сунитски верски учитељи на подручју бивше СФРЈ сматрају да се овај намаз почиње када небо прекрије потпуна тама. Други сунити сматрају да овај намаз почиње када нестане сунчевог црвенила. Шиити сматрају да јација намаз може да почне одмах након акшам намаза. 
У скучају да је верник пропустио клањати овај намаз у прописаном времену, постоји могућност да га надокнади (такозвано „каза” клањање). 